# Octagramă
În geometrie o octagramă este un poligon stelat cu opt vârfuri cu simbolul Schläfli {8/3}.
Denumirea de octagramă vine de la prefixul numeric grecesc „octa-” și sufixul din greacă γραμμή, care înseamnă „linie”.

## Detalii
În general, o octagramă este orice octogon (poligon cu 8 laturi) care se autointersectează.
Octagrama regulată are simbolul Schläfli {8/3}, ceea ce înseamnă o stea cu 8 laturi, cu laturile conectate din trei în trei vârfuri.
Aria sa pentru lungimea laturii a este:

Diferite proporții într-o octagramă regulată cu lungimea laturilor egală cu 1

{\displaystyle A=(6{\sqrt {2}}-8)\,a^{2}\approx 0,485281~a^{2}}

## Variante
Aceste varante au o simetrie diedrală inferioară, Dih4:
| Îngustă Lată (rotită cu 45°) | Izotoxală | Vechiul drapel al Chile conținea această stea octogonală cu laturile invizibile (Guñelve). | Geometria poate fi ajustată astfel încât 3 laturi să se intersecteze într-un singur punct, cum ar fi în simbolul Auseklis | Roza vânturilor cu 8 direcții poate fi văzută ca o stea octogonală, cu 4 puncte principale și 4 puncte secundare. |

Simbolul Rub el Hizb este caracterul ۞ Unicode U+06DE.

## Ca pătrat cvasitrunchiat
Trunchieri mai mari ale pătratului pot produce forme de poligoane stelate intermediare izogonale (tranzitive pe vârfuri) cu vârfuri egal distanțate și laturi de două lungimi. Un pătrat trunchiat este un octogon, t{4}={8}. Un pătrat cvasitrunchiat, inversat ca {4/3}, este o octagramă, t{4/3}={8/3}.
Poliedrul stelat hexaedru trunchiat stelat, t'{4,3} = t{4/3,3} are fețe octagramice construite din cub. Din acest motiv poate fi considerat ca un analog tridimensional al octagramei.
| Regulat  | Cvasiregulat | Izogonal | Cvasiregulat       |
| -------- | ------------ | -------- | ------------------ |
| {4}      | t{4}={8}     |          | t'{4}=t{4/3}={8/3} |
| Regulate | Uniform      | Izogonal | Uniform            |
| {4,3}    | t{4,3}       |          | t'{4,3}=t{4/3,3}   |

O altă versiune tridimensională a octagramei este marele rombicuboctaedru neconvex (cvasirombicuboctaedrul), care poate fi considerat un cub cvasicantelat (cvasiexpandat), t0,2{4/3,3}.

## Compuși poligonali stelați
Există două stelări octagramice regulate (compuși) de forma {8/k}, prima construită din două pătrate {8/2}=2{4} și a doua din patru digoane degenerate, {8 /4}=4{2}. Există și alți compuși izogonali și izotaxali, inclusiv forme dreptunghiulare și rombice.
| Regulate        | Regulate   | Izogonale | Izogonale | Izotoxal |
| --------------- | ---------- | --------- | --------- | -------- |
| a{8}={8/2}=2{4} | {8/4}=4{2} |           |           |          |

{8/2} sau 2{4}, ca diagramele Coxeter  + , pot fi văzute drept echivalentul bidimensional al compusului de cub și octaedru tridimensional,  + , al compusului de tesseract și 16-celule cvadridimensional,  + , respectiv al compusului de 5-cub și 5-ortoplex pentadimensional, adică a compusului de n-cub și n-ortoplex în pozițiile lor duale.

## Alte prezentări ale stelei octogonale
O „stea octogonală” poate fi văzută ca un hexadecagon concav, cu geometria din interior ștearsă. Poate fi divizat și prin drepte radiale.
| poligon stelat | Concav  | Divizări prin centru | Divizări prin centru | Divizări prin centru |
| -------------- | ------- | -------------------- | -------------------- | -------------------- |
| Compus 2{4}    | \|8/2\| |                      |                      |                      |
| Regulat {8/3}  | \|8/3\| |                      |                      |                      |
| Izogonal       |         |                      |                      |                      |
| Izotoxal       |         |                      |                      |                      |